# Ekkehard Teichreber
Ekkehard Teichreber (ur. 8 kwietnia 1948 w Bremie) – niemiecki kolarz przełajowy, czterokrotny medalista mistrzostw świata.

## Kariera
Pierwszy sukces w karierze Ekkehard Teichreber osiągnął w 1973 roku, kiedy zdobył brązowy medal w kategorii amatorów podczas przełajowych mistrzostw świata w Londynie. W zawodach tych wyprzedzili go jedynie jego rodak Klaus-Peter Thaler oraz Belg Robert Vermeire. Wynik ten powtórzył na mistrzostwach świata w Vera de Bidasoa w 1974 roku oraz rozgrywanych dwa lata później mistrzostwach świata w Chazay-d'Azergues. Ostatni medal wywalczył podczas mistrzostw świata w Hanowerze, gdzie zajął drugie miejsce. Przegrał tam tylko z Robertem Vermeire'em, a trzeci był Vojtěch Červínek z Czechosłowacji. Był też między innymi czwarty na mistrzostwach świata w Apeldoorn i mistrzostwach świata w Pradze rok później. Kilkakrotnie zdobywał medale przełajowych mistrzostw kraju, w tym złoty w 1978 roku. Po 1979 roku zakończył karierę.